# Boston Bruins
Els Boston Bruins són un equip professional d'hoquei sobre gel de la ciutat de Boston, Massachusetts, Estats Units.
Juguen a la National Hockey League a la divisió nord-est de la Conferència Est.
Actualment comparteixen el TD Garden de 18.000 espectadors amb els Boston Celtics de l'NBA. Els seus colors són el negre, el blanc i el groc.
L'equip juga amb jersei negre amb bandes grogues i blanques amb pantalons negres a casa, i a fora juguen amb jersei blanc amb bandes grogues i blanques amb pantalons negres.

## Història

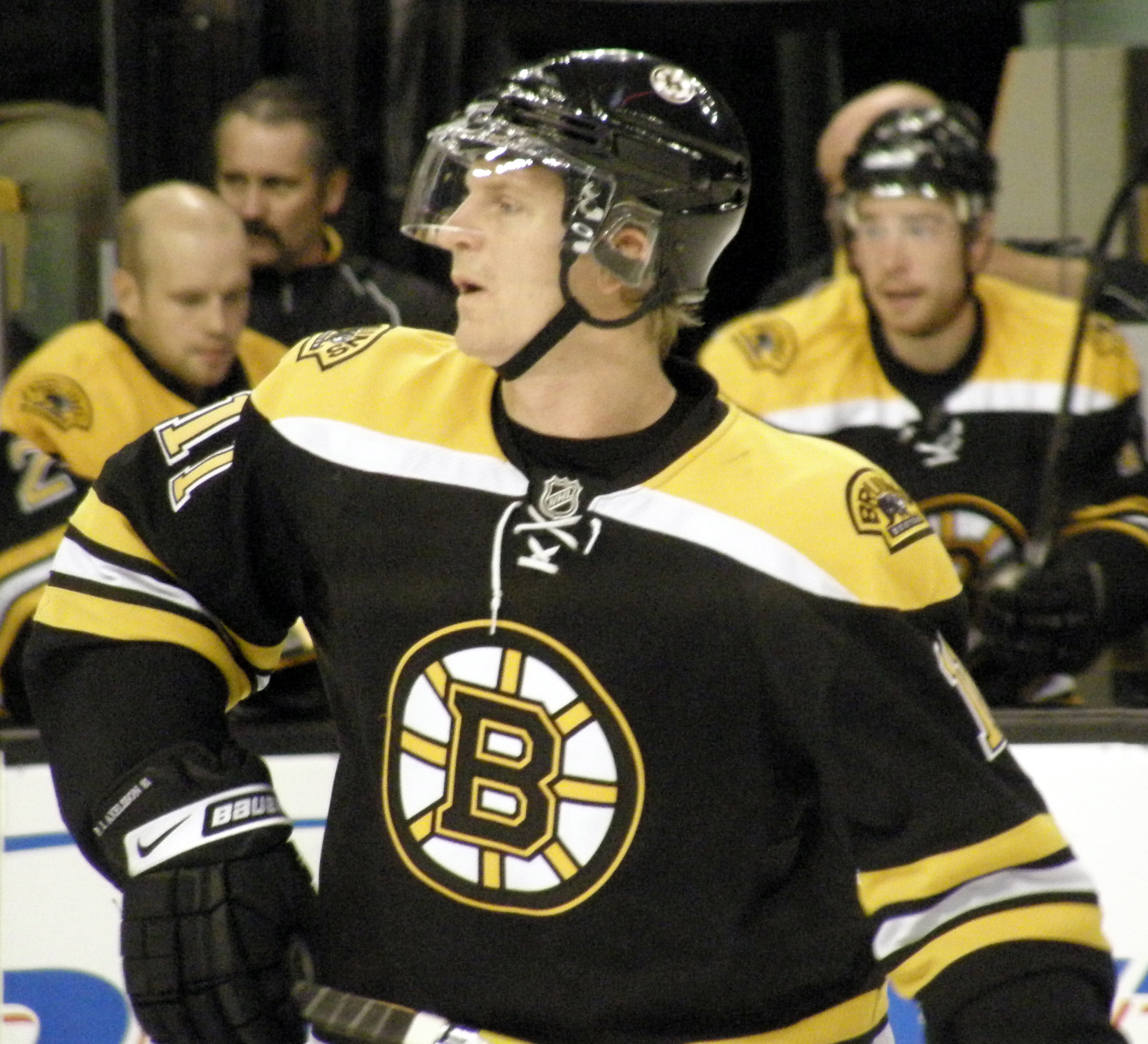
Equipació dels Boston Bruins

L'equip fou fundat el 1924 i fou la primera franquícia dels Estats Units en formar part de l'NHL i és un dels equips amb més tradició, ja que forma part dels Original Six (sis originals), els sis equips més històrics i antics de la lliga. Els Bruins van guanyar cinc Copes Stanley a les temporades 1928–29, 1938–39, 1940–41, 1969–70 i 1971–72. Els Bruins també van guanyar el Trofeu dels Presidents al millor equip de la lliga regular a la temporada 1989-1990.

## Palmarès
-Stanley Cup: 6
- 1928–29, 1938–39, 1940–41, 1969–70, 1971–72, 2010-11

-Trofeu dels Presidents (Presidents' Trophy):1
- 1989–90, 2013–2014